# 北山村 (静岡県)
北山村（きたやまむら）は静岡県の東部、富士郡に属していた村である。現在の富士宮市中心部の北側から富士山にかけての地域にあたる。

## 地理
- 山：富士山

## 歴史
- 1889年（明治22年）4月1日 - 町村制の施行により、北山村、山宮村が合併して発足。
- 1958年（昭和33年）4月1日 - 上井出村、白糸村、上野村とともに富士宮市に編入。同日北山村廃止。

## 交通

### 道路
- 二級国道139号吉原大月線（現・国道139号）